# Budhana
Budhana là một thị xã và là một nagar panchayat của quận Muzaffarnagar thuộc bang Uttar Pradesh, Ấn Độ.

## Địa lý
Budhana có vị trí 29°17′B 77°28′Đ / 29,28°B 77,47°Đ Nó có độ cao trung bình là 231 mét (757 foot).

## Nhân khẩu
Theo điều tra dân số năm 2001 của Ấn Độ, Budhana có dân số 32.949 người. Phái nam chiếm 53% tổng số dân và phái nữ chiếm 47%. Budhana có tỷ lệ 49% biết đọc biết viết, thấp hơn tỷ lệ trung bình toàn quốc là 59,5%: tỷ lệ cho phái nam là 57%, và tỷ lệ cho phái nữ là 40%. Tại Budhana, 18% dân số nhỏ hơn 6 tuổi.